# Band on the Run
Az 1973-as Band on the Run a Paul McCartney and Wings nagylemeze. Ez volt a Wings harmadik, egyben legsikeresebb albuma. Ezt tartják McCartney legjobb Beatles utáni albumának. 1974 legeladottabb lemeze lett az Egyesült Királyságban és Ausztráliában.
2000-ben a Q magazin a 75. helyre helyezte a Minden idők 100 legnagyobb brit albuma listán, míg a Rolling Stone magazin Minden idők 500 legjobb albuma listáján a 418. lett. Szerepel az 1001 lemez, amit hallanod kell, mielőtt meghalsz című könyvben.

## Az album dalai
| 1. | Band on the Run | Paul és Linda McCartney | 5:10 |
| 2. | Jet             | Paul és Linda McCartney | 4:06 |
| 3. | Bluebird        | Paul és Linda McCartney | 3:22 |
| 4. | Mrs Vandebilt   | Paul és Linda McCartney | 4:38 |
| 5. | Le Me Roll It   | Paul és Linda McCartney | 4:47 |

| 1. | Mamunia                                     | Paul és Linda McCartney   | 4:50 |
| 2. | No Words                                    | P. McCartney, Denny Laine | 2:33 |
| 3. | Helen Wheels (a brit kiadáson nem szerepel) | Paul és Linda McCartney   | 3:34 |
| 4. | Picasso's Last Words (Drink to Me)          | Paul és Linda McCartney   | 5:50 |
| 5. | Nineteen Hundred and Eighty-Five            | Paul és Linda McCartney   | 5:27 |

## Helyezések és eladási minősítések

### Album
| Lista                      | Helyezés |
| -------------------------- | -------- |
| Brit albumlista            | 1        |
| Billboard 200              | 1        |
| Ausztrál Kent Music Report | 1        |
| Norvég VG-lista            | 1        |
| Japán Oricon lista         | 11       |

### Év végi listák
| Lista (1974)                 | Helyezés |
| ---------------------------- | -------- |
| Ausztrál albumlista          | 1        |
| Brit albumlista              | 2        |
| Billboard év végi albumlista | 3        |

### Eladási minősítések
| Ország             | Szervezet | Minősítés  | Dátum              |
| ------------------ | --------- | ---------- | ------------------ |
| USA                | RIAA      | 3x platina | 1991. november 27. |
| Egyesült Királyság | BPI       | platina    | 1975. május 1.     |
| Franciaország      | SNEP      | arany      | 1977               |

## Közreműködők
- Paul McCartney – ének, szóló-, ritmus-, akusztikus és basszusgitár, dob, zongora, billentyűk, ütőhangszerek
- Linda McCartney – orgona, billentyűk, ének
- Denny Laine – ritmus-, szóló-, akusztikus, flamenco- és basszusgitár, billentyűk, ütőhangszerek, ének

### További zenészek
- Howie Casey – szaxofon
- Ginger Baker – ütőhangszerek
- Remi Kabaka – ütőhangszerek
- Tony Visconti – hangszerelés
- Ian and Trevor – háttérvokál

## Fordítás
- Ez a szócikk részben vagy egészben a Band on the Run című angol Wikipédia-szócikk ezen változatának fordításán alapul.  Az eredeti cikk szerkesztőit annak laptörténete sorolja fel. Ez a jelzés csupán a megfogalmazás eredetét és a szerzői jogokat jelzi, nem szolgál a cikkben szereplő információk forrásmegjelöléseként.